# V348 Sagittarii
V348 Sagittarii är en eruptiv variabel av RCB-typ (RCB) i stjärnbilden Skytten.
Stjärnan har magnitud +11,2 och når i förmörkelsefasen ner till +18,4.